# Pallacanestro Broni 93 2021-2022
Questa voce raccoglie le informazioni riguardanti la Pallacanestro Broni 93 nelle competizioni ufficiali della stagione 2021-2022.

## Stagione
La stagione 2021-2022 della Pallacanestro Broni 93, sponsorizzata Costruzioni Italia, è stata la sesta che ha disputato in Serie A1.

## Verdetti stagionali
- Serie A1: (30 partite)

stagione regolare: 12º posto su 14 squadre (6-20);
play-out: sconfitta in finale da Moncalieri (0-2).

## Organigramma societario

### Staff tecnico
- Allenatore: Andrea Castelli (fino al 18 marzo),[2] poi Michael Magagnoli
- Assistente Allenatore: Dario Andreoli, Simone Righi (dal 18 marzo)
- Direttore sportivo: Massimiliano Pasini
- Preparatore atletico: Alessandro Scarfò
- Fisioterapista: Jacopo Grassi
- Medico sportivo: Luigi D'Introno

## Roster
Dal sito ufficiale.
| Costruzioni Italia Broni | Costruzioni Italia Broni |
| Giocatrici               | Staff tecnico            |
| ------------------------ | ------------------------ |

| 0  | Italia (bandiera)      | A  | Noemi Quintiero                | 2002 | 174 cm |  |  |
| 2  | Italia (bandiera)      | P  | Elena Bestagno (C)             | 1991 | 177 cm |  |  |
| 3  | Italia (bandiera)      | A  | Cecilia Albano                 | 1996 | 184 cm |  |  |
| 4  | Italia (bandiera)      | A  | Martina Carbonella             | 2005 |        |  |  |
| 5  | Italia (bandiera)      | A  | Gaia Zimbardo                  | 2003 | 184 cm |  |  |
| 6  | Italia (bandiera)      | P  | Matilde Repetto                | 2002 | 165 cm |  |  |
| 7  | Italia (bandiera)      | G  | Virginia Galbiati              | 1992 | 173 cm |  |  |
| 8  | Italia (bandiera)      | P  | Federica Mazza                 | 2001 | 174 cm |  |  |
| 9  | Croazia (bandiera)     | A  | Nina Dedić                     | 1996 | 187 cm |  |  |
| 10 | Croazia (bandiera)     | G  | Klaudia Periša                 | 1996 | 180 cm |  |  |
| 12 | Italia (bandiera)      | G  | Vittoria Frida Maria Fumagalli | 2005 | 167 cm |  |  |
| 14 | Serbia (bandiera)      | C  | Tijana Krivaćević              | 1990 | 196 cm |  |  |
| 15 | Italia (bandiera)      | A  | Chiara Corti                   | 2004 | 176 cm |  |  |
| 18 | Italia (bandiera)      | P  | Gaia Castelli                  | 2006 | 151 cm |  |  |
| 20 | Italia (bandiera)      | A  | Maria Giuseppone               | 1999 | 180 cm |  |  |
| 23 | Paesi Bassi (bandiera) | GA | Laura Westerik                 | 1998 | 176 cm |  |  |
| 25 | Stati Uniti (bandiera) | AC | Janae Smith                    | 1992 | 188 cm |  |  |
| 44 | Croazia (bandiera)     | GA | Mia Masić                      | 1993 | 180 cm |  |  |
| 88 | Italia (bandiera)      | C  | Serena Bona                    | 1989 | 183 cm |  |  |

| Allenatore                                                                  |
| - Michael Magagnoli                                                         |
| Assistente/i                                                                |
| - Dario Andreoli Legenda - (C) Capitano Roster Aggiornato al: 18 marzo 2022 |

## Statistiche

### Statistiche di squadra
| Competizione | Punti | In casa | In casa | In casa | In casa | In casa | In trasferta | In trasferta | In trasferta | In trasferta | In trasferta | Totale | Totale | Totale | Totale | Totale | Totale |
| Competizione | Punti | G       | V       | P       | Ptf     | Pts     | G            | V            | P            | Ptf          | Pts          | G      | V      | P      | Ptf    | Pts    | Diff.  |
| ------------ | ----- | ------- | ------- | ------- | ------- | ------- | ------------ | ------------ | ------------ | ------------ | ------------ | ------ | ------ | ------ | ------ | ------ | ------ |
| Serie A1     | 12    | 13      | 5       | 8       | 796     | 894     | 13           | 1            | 12           | 808          | 964          | 26     | 6      | 20     | 1604   | 1858   | -254   |
| Play-out     |       | 2       | 0       | 2       | 113     | 136     | 2            | 0            | 2            | 117          | 127          | 4      | 0      | 4      | 230    | 263    | -33    |
| Totale       |       | 15      | 5       | 10      | 909     | 1030    | 15           | 1            | 14           | 925          | 1091         | 30     | 6      | 24     | 1834   | 2121   | -287   |

### Statistiche delle giocatrici
Campionato (stagione regolare e play-out)
| Giocatrice                     | Partite | Partite | Min. | Pun | Tiri da 2 | Tiri da 2 | Tiri da 2 | Tiri da 3 | Tiri da 3 | Tiri da 3 | Tiri Liberi | Tiri Liberi | Tiri Liberi | Rimbalzi | Rimbalzi | Rimbalzi | Palle | Palle | Stopp. | Stopp. | Ass | Falli | Falli | Val. |
| Giocatrice                     | Pr      | PG      | Min. | Pun | R         | T         | %         | R         | T         | %         | R           | T           | %           | D        | O        | T        | P     | R     | S      | D      | Ass | F     | S     | Val. |
| ------------------------------ | ------- | ------- | ---- | --- | --------- | --------- | --------- | --------- | --------- | --------- | ----------- | ----------- | ----------- | -------- | -------- | -------- | ----- | ----- | ------ | ------ | --- | ----- | ----- | ---- |
| Cecilia Albano                 | 29      | 28      | 524  | 132 | 22        | 60        | 37        | 26        | 91        | 29        | 10          | 19          | 53          | 76       | 22       | 98       | 45    | 22    | 4      | 2      | 11  | 52    | 24    | 76   |
| Elena Bestagno                 | 29      | 29      | 916  | 200 | 61        | 138       | 44        | 13        | 52        | 25        | 39          | 57          | 68          | 91       | 8        | 99       | 97    | 29    | 2      | 11     | 104 | 84    | 92    | 218  |
| Serena Bona                    | 28      | 27      | 488  | 96  | 34        | 102       | 33        |           |           |           | 28          | 46          | 61          | 64       | 36       | 100      | 41    | 22    | 4      | 6      | 20  | 48    | 52    | 117  |
| Martina Carbonella             | 3       | 1       | 1    | 0   |           |           |           |           |           |           |             |             |             |          |          |          |       |       |        |        |     |       |       |      |
| Andrea Caruana                 | 3       | 0       |      | 0   |           |           |           |           |           |           |             |             |             |          |          |          |       |       |        |        |     |       |       |      |
| Gaia Castelli                  | 20      | 5       | 18   | 0   | 0         | 4         | 0         | 0         | 1         | 0         |             |             |             | 2        |          | 2        | 2     |       |        |        |     |       |       | -5   |
| Nina Dedić                     | 28      | 28      | 821  | 305 | 113       | 260       | 43        | 12        | 34        | 35        | 43          | 59          | 73          | 152      | 43       | 195      | 50    | 21    | 10     | 7      | 32  | 69    | 99    | 345  |
| Vittoria Frida Maria Fumagalli | 2       | 0       |      | 0   |           |           |           |           |           |           |             |             |             |          |          |          |       |       |        |        |     |       |       |      |
| Virginia Galbiati              | 29      | 28      | 908  | 358 | 92        | 213       | 43        | 42        | 150       | 28        | 48          | 60          | 80          | 64       | 10       | 74       | 92    | 51    | 9      | 2      | 82  | 62    | 85    | 248  |
| Maria Giuseppone               | 6       | 2       | 6    | 2   | 1         | 3         | 33        |           |           |           |             |             |             | 1        | 1        | 2        |       |       | 1      |        |     | 1     | 1     | 1    |
| Tijana Krivaćević              | 12      | 12      | 381  | 165 | 56        | 125       | 45        | 5         | 31        | 16        | 38          | 46          | 83          | 51       | 41       | 92       | 26    | 20    | 3      | 4      | 13  | 32    | 45    | 175  |
| Martina Lisoni                 | 4       | 0       |      | 0   |           |           |           |           |           |           |             |             |             |          |          |          |       |       |        |        |     |       |       |      |
| Mia Masić                      | 8       | 8       | 194  | 41  | 7         | 23        | 30        | 7         | 33        | 21        | 6           | 8           | 75          | 25       | 1        | 26       | 26    | 8     |        |        | 9   | 15    | 6     | 5    |
| Federica Mazza                 | 29      | 28      | 467  | 92  | 10        | 45        | 22        | 20        | 49        | 41        | 12          | 16          | 75          | 56       | 25       | 81       | 47    | 29    | 3      | 1      | 31  | 77    | 25    | 64   |
| Marta Merli                    | 2       | 0       |      | 0   |           |           |           |           |           |           |             |             |             |          |          |          |       |       |        |        |     |       |       |      |
| Klaudia Periša                 | 6       | 6       | 153  | 36  | 6         | 27        | 22        | 5         | 21        | 24        | 9           | 14          | 64          | 16       | 2        | 18       | 9     | 3     | 1      |        | 7   | 26    | 9     | -5   |
| Noemi Quintiero                | 18      | 7       | 19   | 2   | 1         | 3         | 33        | 0         | 2         | 0         |             |             |             | 1        | 2        | 3        | 2     | 1     | 1      |        | 1   | 2     | 1     | -1   |
| Matilde Repetto                | 28      | 10      | 17   | 0   | 0         | 1         | 0         |           |           |           |             |             |             | 3        |          | 3        | 1     |       |        |        | 1   |       |       | 2    |
| Janae Louise Smith             | 16      | 15      | 479  | 216 | 71        | 151       | 47        | 6         | 24        | 25        | 56          | 76          | 74          | 78       | 41       | 119      | 38    | 18    | 20     | 9      | 9   | 28    | 58    | 225  |
| Laura Westerik                 | 15      | 15      | 405  | 141 | 44        | 102       | 43        | 6         | 33        | 18        | 35          | 47          | 74          | 39       | 32       | 71       | 26    | 16    | 7      | 1      | 17  | 31    | 48    | 133  |
| Gaia Zimbardo                  | 6       | 1       | 3    | 0   | 0         | 1         | 0         |           |           |           |             |             |             |          |          |          | 2     |       |        |        |     | 1     |       | -4   |